# Dactyloidae
Dactyloidae је породица игуанама налик гуштера, познатих и као аноли или аноле, који насељавају топлије делове Северне и Јужне Америке, од југоистока Сједињених Држава до Парагваја.   Понеки аутори класификују ову групу као потпородицу Dactyloinae у оквиру породице Iguanidae.   Били су такође сматрани и делом породице Polychrotidae.  